# Pelagonemertes joubini
Pelagonemertes joubini är en djurart som tillhör fylumet slemmaskar, och som beskrevs av Ernest F. Coe 1926. Pelagonemertes joubini ingår i släktet Pelagonemertes och familjen Pelagonemertidae. Inga underarter finns listade i Catalogue of Life.